# CAS-nummer
CAS-numrene er unikke talkombinationer, der bruges til at identificere kemiske forbindelser. Ethvert kemikalium, der beskrives i litteraturen, bliver tildelt et CAS-nummer af "Chemical Abstract Service", der er en afdeling af "The American Chemical Society". I marts 2009 er der tildelt over 43 millioner CAS-numre, og der kommer dagligt nye til. CAS-numrene har ingen mening i sig selv (de kan nærmest betragtes som en form for "serienummer"), og formålet med dem er, at de skal gøre søgninger i kemiske databaser lettere, da mange stoffer har flere navne. Man kan søge på CAS-nummeret i de fleste større databaser over kemikalier. CAS-numrene bruges internationalt. A collection of almost 500 thousand CAS registry numbers are made available under a CC BY-NC license at ACS Commons Chemistry.
Registret rummer mange slags stoffer, og heriblandt også verdens største samling af:
- Organiske stoffer
- Uorganiske stoffer
- Metaller
- Legeringer
- Mineraler
- Organometaller
- Grundstoffer
- Isotoper
- Kernepartikler
- Proteiner og nukleinsyrer
- Polymere stoffer
- Ikke-strukturerbare materialer (UVCBer, materialer af ukendt, variabel komposition eller biologisk oprindelse)